# Gossypium gossypioides
Gossypium gossypioides là một loài thực vật có hoa trong họ Cẩm quỳ. Loài này được (Ulbr.) Standl. mô tả khoa học đầu tiên năm 1923.